# 3006 Livadia
A 3006 Livadia (ideiglenes jelöléssel 1979 SF11) a Naprendszer kisbolygóövében található aszteroida. Nyikolaj Sztyepanovics Csernih fedezte fel 1979. szeptember 24-én.